# Hans-Joachim Marseille
Hans-Joachim Marseille   (Charlottenburg, 13 de desembre de 1919 - Sidi Abdel Rahman, 30 de setembre de 1942) va ser un pilot de caça de la Luftwaffe i un as de l'aviació durant la Segona Guerra Mundial. Va destacar pels seus combats aeris durant la campanya del nord d'Àfrica, sent considerat com un dels millors pilots de caça de tota la Segona Guerra Mundial, rebent el malnom de "L'Estrella d'Àfrica". Marseille va aconseguir 158 victòries aèries confirmades oficialment, la majoria d'elles contra la Desert Air Force de la RAF al nord d'Àfrica, volant sempre a un Messerschmitt Bf 109, sent el pilot que abaté més avions dels aliats occidentals.
Marseille, d'ascendència hugonot, va ingressar a la Luftwaffe el 1938. Amb 20 anys es graduà com a pilot de caça, just a temps per participar en la batalla d'Anglaterra. Era una persona tan encantadora i amb una vida nocturna tan agitada que de vegades estava massa cansat com per volar l'endemà al matí. Com a resultat de tot plegat, va ser traslladat d'unitat i enviat al nord d'Àfrica a l'abril de 1941.
Sota la direcció del seu nou comandant, que va saber reconèixer el potencial amagat en el jove oficial, Marseille va començar a millorar les seves habilitats com a pilot de caça. Va arribar al cim de la seva carrera com a pilot de combat l'1 de setembre de 1942, quan en el transcurs de 3 missions va abatre 17 avions enemics en un únic dia, rebent els Diamants per a la seva Creu de Cavaller de la Creu de Ferro, ja decorada amb les Fulles de Roure i les Espases. Només 29 dies després, Marseille moriria en un accident aeri causat per una fallada mecànica al seu avió que l'obligà a saltar. Després d'abandonar la cabina plena de fum, es colpejà el pit amb l'estabilitzador vertical del seu caça, la qual cosa el matà al moment o el deixà inconscient, ja que no va arribar a obrir el seu paracaigudes.

## Biografia
Hans-Joachim Jochen Walter Rudolf Siegfried Marseille va néixer a Berlín-Charlottenburg, Berliner Strasse núm. 164, el 13 de desembre de 1919, fill del Hauptmann Georg Siegfried Martin Marseille i de la seva esposa Charlote, en el si d'una família d'ascendència hugonota francesa. Va ser un nen feble que patí un estrany cas de grip que li va poder causar la mort.
El seu pare va servir com a oficial a l'Exèrcit Imperial durant la Primera Guerra Mundial, abandonant-lo al final d'aquesta per ingressar a la policia de Berlín. Tornà a incorporar-se a l'exèrcit el 1933, sent ascendit a general de brigada el 1935 i arribant al rang de major general el 1941. Va servir al Front Oriental des de l'inici de l'Operació Barbarroja, i morint en un enfrontament amb els partisans el 29 de gener de 1944, prop de Petrikaw.
Hans-Joachim tenia una germana petita, Ingeborg "Inge", assassinada per un amant gelós al desembre de 1941. Hans-Joachim mai no es recuperà d'aquest cop emocional.
Els seus pares es divorciaren quan ell encara era un nen. La seva mare es tornà a casar, aquest cop amb un oficial de policia anomenat Reuter. Marseille portà el cognom del seu padrastre a l'escola, la qual cosa li costà molt d'acceptar, recuperant el seu cognom original quan es va fer adult. La seva manca de disciplina li comportà guanyar-se una reputació de rebel que li repercutí negativament als seus orígens a la Luftwaffe. També va tenir una relació difícil amb el seu pare. Si bé es negà a visitar-lo després del divorci, al final es reconcilià amb ell, amb el resultat que el seu pare l'afeccionà a la vida nocturna, hàbit que li portaria obstacles i fins i tot li danyaria la seva carrera militar durant el primer any a la Luftwaffe. Aquesta efímera nova relació amb el seu pare no va enfortir els llaços entre ells, perquè mai més no el tornaria a veure.
Marseille assistí a l'escola primària Volksschule a Berlín (1926 - 1930), i a partir dels 10 anys al Gymnasium Prinz Heinrich a Berlín-Schöneberg (1930 - 1938). En un inici va ser considerat un estudiant gandul que constantment gastava bromes i causava problemes. Cap al final dels seus anys escolars es prengué seriosament la seva educació, finalitzant el seu batxillerat amb bones qualificacions i graduant-se el 1938 als 17 anys i 6 mesos, manifestant el seu desig de convertir-se en aviador.

### Carrera Militar

#### Ingrés a la Luftwaffe
Tot i que la seva constitució física no era atlètica va rebre un bon informe del Reichsarbeitsdienst (RAD, Servei de Treball del Reich), pel que treballà en la secció Abtlg. 1/177 de Osterholz-Scharmbeck, prop de Bremen, entre el 4 d'abril i el 24 de setembre de 1938.
Va ingressar a Luftwaffe el 7 de novembre de 1938 com a cadet, reben la seva formació militar bàsica a Quedlinburg, a la regió de Harz. L'1 de març de 1939 va ser traslladat a l'acadèmia de volLuftkriegsschule (LKS 4), prop de Fürstenfeldbruck. Entre els seus companys estava Werner Schröer, qui donà part al seu superior conforme Marseille violava sovint la disciplina militar, motiu pel qual va ser arrestat. Però Marseille no en va fer gaire cas, arribant al punt de deixar una nota a Schrörer on deia: "He sortit, si et plau, fes la meva feina". En una altra ocasió, mentre que volava a baixa alçada per aterrar, va ficar gas i començà a simular un combat aeri. Va ser amonestat pel seu comandant, Hauptmann Müller-Rohrmoser, qui li prohibí volar un temps i feu que se li retardés l'ascens a Gefreiter. Poc després, durant un llarg vol de pràctica pel país, va aterrar a un tram bui d'una autopista (entre Braunschweig i Magdeburg), baixà de l'avió i anà darrere un arbre per alleugerir-se. Uns pagesos es van apropar per si necessitava ajut, però per quan van arribar, Marseille ja havia tornat i es preparava per enlairar-se, i els pagesos van haver de patir les turbulències del rebuf de l'hèlix. Enfurismats, els pagesos van informar les autoritats i de nou se li prohibí volar. Mentre que els seus companys aprovaven a l'acadèmia de vol i es graduaven com a tinents a inicis de 1940, Marseille, per culpa del seu mal hàbit de trencar les regles, es graduà a mitjans de 1940 i només amb rang de Oberfähnrich (alferes).
Va completar la seva formació a la Jagdfliegerschule 5 a Viena, a la que enviaren l'1 de novembre de 1939. En aquells moments, estava comandada per Eduard Ritter von Schleich, as de la Primera Guerra Mundial i condecorat amb la Pour le Mérite. En aquesta ocasió, però, es graduà amb una avaluació d'excel·lent el 18 de juliol de 1940, sent assignat al Ergänzungsjagdgruppe de Merseburg. Aquesta unitat estava emprant-se per a missions de defensa del Reich sobre l'àrea industrial de Leuna, des de l'esclat de la guerra el 1939.
Marseille s'incorporà el 10 d'agost de 1940 al I. Jagd/Lehrgeschwader 2, amb seu a Marck, al Pas de Calais, quan s'anaven a iniciar les operacions aèries contra el Regne Unit, tornant a rebre una avaluació excel·lent pel temps de servei en aquella unitat per part del seu Gruppenkommandeur, Hauptmann Herbert Ihlefeld.

#### Batalla d'Anglaterra
Al seu primer dogfight (combat aeri) sobre Anglaterra, el 24 d'agost de 1940, Marseille participà en una lluita de quatre minuts contra un expert pilot enemic sobre el canal de la Mànega. Va derrotar el seu adversari disparant en una cenyida chandelle (una remuntada amb un revers abrupte en el punt més alt) per obtenir avantatge en alçada abans de picar, disparar i fugir. L'avió anglès va resultar tocat al motor, el pilot va saltar caient al mar, sent el primer abatut de Marseille. Instants després, sent atac des de dalt per diversos caces enemics, reaccionà llançant-se en un brusc descens en picat fins a arribar a pocs metres de l'aigua, aconseguint fugir del foc enemic: saltant sobre les onades, vaig trencar el contacte d'una manera neta. Ningú no em va seguir i me'n vaig tornar cap a Ljouwert.
Marseille no trobà cap mena de satisfacció per la seva victòria en haver causat una mort. En una carta a la seva mare, de data 24 d'agost, li deia:
| « | Avui he abatut al meu primer adversari. Això no fa que em senti bé. Segueixo pensant com se sentirà la mare d'aquest jove quan rebi la notícia de la mort del seu fill. I jo sóc el culpable d'aquesta mort. En lloc d'estar feliç per la meva primera victòria estic trist. | » |

A la seva segona sortida s'anotà una nova victòria, i per la cinquena sortida ja havia aconseguit 4 victòries. Mentre que tornaven d'una missió d'escorta a bombarders, el 23 de setembre de 1940, el seu motor fallà a causa dels danys rebuts en un combat sobre Dover (Anglaterra); tractà de comunicar la seva posició per ràdio, però es va veure obligat a amerar. Va estar remant a un bot salvavides durant 3 hores, abans de ser rescatat per un hidroavió Heinkel He 59 amb seu a Schellingwoude. Greument esgotat i patint d'hipotèrmia, va ser ingressat en un hospital de campanya. El I.(J)/2LG informà que durant l'acció havien aconseguit 3 victòries, amb la pèrdua de quatre Bf 109.
Déu dies després, quan es comunicaren els ascensos a la seva unitat, Marseille veié com havia quedat exclòs, quedant com l'únic Fähnrich del seu esquadró. Això suposà tota una humiliació per a ell al sospitar que les seves habilitats com a pilot no havien estat tingudes en compte, la qual cosa, segons ell, significava que els líders de l'esquadró s'emportaven tota la glòria.
Un dels seus companys explicà que en una ocasió Marseille rebé l'ordre d'abandonar el combat en què estaven sent superats en nombre, en proporcióde dos a un, però en veure que un caça enemic s'apropava al seu cap d'ala, trencà la formació i llançà un atac disparant contra l'avió que s'apropava. Esperant que en aterrar només li dirien "ben fet, Jochen", va ser durament reprès per la seva acció i castigat a 3 dies d'arrest.
Poc després, a inicis d'octubre de 1940, amb 7 victòries confirmades i aconseguides volant amb la I.(Jagd)/LG2, Marseille va ser traslladat al 4./Jagdgeschwader 52[c], on es trobà amb pilots de la classe de Johannes Steinhoff o Gerhard Barkhorn. Durant aquell període a la zona del Pas de Calais va destrossar 4 dels seus avions en algunes de les operacions en les quals participava[d]. Com a càstig per la seva "insubordinació", en la qual segons sembla els seus caps incloïen la seva afecció per la música jazz, la seva fama de faldiller, el seu estil de vida de play-boy i la seva indisciplina per volar en parelles mantenint la formació, Steinfoff traslladà a Marseille al Jagdgeschwader 27 el 24 de desembre de 1940. El seu nou Gruppenkommandeur, Eduard Neumann, va reconèixer ràpidament el seu potencial com a pilot, declarant que Marseille només pot ser una d'aquestes dues coses: o un indisciplinat o un gran pilot de caça. La ben aviat va ser traslladada al nord d'Àfrica.

#### El nord d'Àfrica
Marseille va participar breument a la invasió de Iugoslàvia, amb la seva unitat desplegada a Zagreb el 10 d'abril de 1941. El 20 d'abril la unitat va ser traslladada a Àfrica, i en un vol formant part d'una esquadrilla des de Trípoli fins a l'aeròdrom proper al front on estava la seva unitat, fallà el motor al Bf 109 que pilotava, havent de fer un aterratge d'emergència al desert abans d'arribar seu destí. La seva esquadrilla observà que es trobava i seguí la seva ruta mentre que Marseille marxà per terra, aturant a un camió italià amb el qual realitzà un breu trajecte i, al passar a prop d'un aeròdrom intentà sense èxit aconseguir un avió. Finalment, es dirigí a un general que comandava un dipòsit de subministraments ubicat a la ruta principal cap al front i el va convèncer que havia d'estar disponible per a les operacions de l'endemà, amb el resultat que el general li cedí el seu propi cotxe amb xofer i tot. Quan marxava, el general li va dir Pagui'm aconseguint 50 abatuts, Marseille, aconseguint finalment reunir-se amb el seu esquadró el 21 d'abril.
El 23 i el 28 d'abril s'anotà dos abatuts, els primers aconseguits al nord d'Àfrica. No obstant això, el 23 d'abril va ser abatut durant la tercera sortida d'aquell dia pel tinent de segona James Denis, un pilot de la França Lliure que pertanyia al 73è Esquadró de la RAF (8 victòries) i que pilotava un Hawker Hurricane. El Bf 109 de Marseille va rebre gairebé 30 impactes a la zona de la carlinga i tres o quatre a la cuberta. Marseille, que es lliurà per centímetres de rebre algun impacte al seu cos, aconseguí fer un aterratge d'emergència. Només un mes després, Denis tornà a abatre a Marseille. En aquell combat, Marseille començà a disparar contra Denis però fallà, iniciant un dogfight en la qual Marseille tornà a ser superat pel francès. Després de la guerra, Denis va descriure el seu segon combat amb Marseille:
| « | Quan arribàvem a prop de l'objectiu, vaig picar abruptament i vaig veure que el meu company d'ala es quedava enrere. Pompei era un bon pilot, però mai havia entrenat com pilot de caça. Em vaig amoïnar com es quedava cada cop més enrere, vaig mirar cap a ell i vaig veure com un ME109 l'atacava. Com que no tenia ràdio, no vaig poder-lo avisar, el van abatre i després el ME109 va volar cap a mi. Jo vaig actuar com si no l'hagués vist, tot i que realment en cap moment li vaig treure l'ull del damunt i quan em vaig trobar al seu abast vaig reduir la meva velocitat bruscament cap a l'esquerra. Com que anava molt ràpid, el meu Hawker Hurricane ("V7859") va reaccionar violentament. Vaig veure una pluja de bales per la meva dreta, el ME109 no va poder frenar i em va sobrepassar. A continuació s'inicià una "dogfight" per a la que el Hurricane era molt bo per la seva maniobrabilitat. En un moment donat, mentre que el meu avió volava en vertical com enganxat a la seva hèlix, vaig veure al ME109 contra el sol. Li vaig disparar una ràfega tan a prop que gairebé topo amb ell, veient com les meves bales impactaven contra el seu fuselatge. | » |

Neuman, cap del seu esquadró (Geschwaderkommodore), animà a Marseille perquè lliurement millorés les seves habilitats. En aquells moments, havia destruït o danyat altres 4 avions Bf 109E, incloent un avió adaptat al desert que se li assignà el 23 d'abril de 1941. El compte d'abatuts de Marseille augmentava molt lentament i entre juny i agost no en va aconseguir cap. Va quedar molt frustrat després de veure's obligat a aterrar en dues ocasions pels danys rebuts al seu avió.
La seva tàctica de ficar-se enmig de les formacions enemigues implicava que sovint rebia trets des de tot arreu, deixant el seu avió tan danyat que reparar-lo era impossible, la qual cosa va fer que el seu cap, Eduard Neumann, perdés la paciència. Marseille va persistir i va desenvolupar tot un programa d'autoaprenentatge que incloïa aspectes tant físics com tàctics, aconseguint així una excepcional consciència situacional, a més d'una punteria letal i d'una habilitat extraordinària per controlar el seu avió. A més, elaborà una tàctica d'atac en la qual acabà sent un mestre, que consistia a disparar a l'avió enemic amb un gran angle de deflexió, és a dir, disparava des d'un costat de l'avió a un punt molt pel davant del morro del caça contrari, la seva perícia feia que en el punt on es disparava acabessin col·lidint les seves bales i l'altre avió. La tàctica habitual consistia a apropar-se des del darrere a un avió enemic i arribar a la distància apropiada disparar-lo des d'aquella posició. Marseille practicà tot sovint aquestes tàctiques amb els seus companys en tornar de les missions de combat. (Marseille ha estat reconegut com un mestre en el tir amb deflexió).
Finalment, el 24 de setembre de 1941, el seu entrenament en les tàctiques mencionades va donar els seus fruits en aconseguir la seva primera victòria múltiple a una missió, abatent a quatre Hurricane del 1r Esquadró de la Força Aèria Sudafricana (SAAF). A mitjans de desembre arribà a les 25 victòries confirmades, sent condecorat amb la Creu alemanya d'or. El seu Staffel va tornar a Alemanya, on va estar-se durant novembre i desembre de 1941, adaptant-se al nou Bf 109F-4/Trop, un model especialment preparat per a les condicions de vol al desert.
Marseille sempre s'esforçà per millorar les seves habilitats. Treballà per enfortir les cames i els abdominals, amb la finalitat de poder suportar les extremes forces G a les que es veia sotmès al combat aeri. Marseille també bevia una gran quantitat de llet com a mesura addicional i sempre cridava l'atenció que no volgués fer servir ulleres de sol per a tenir una millor visió.
Intentant contrarestar els atacs dels pilots de caça alemanys, els aliats feien servir la tàctica de la formació en cercle (amb la qual s'aconseguia que la cua de cada avió estigués protegida per l'aparell que el seguia). La tàctica va ser eficaç i resultava molt perillosa per a un pilot enemic atacant, perquè sempre es trobaria a la mira d'algun dels pilots del cercle. Marseille, no obstant, es llançava a gran velocitat al centre d'aquestes formacions defensives de l'enemic, bé des de dalt o des de baix, fent una passada ajustada disparant una ràfega de dos segons amb deflexió i abatent cada vegada un avió enemic.
Marseille atacava en unes condicions que molts consideraven desfavorables, però la seva punteria li permetia fer una aproximació de manera suficientment ràpida com per disparar i poder fugir dels trets que poguessin fer els dos avions que volaven a ambdós costats del seu objectiu. La seva vista excel·lent feia que detectés a l'enemic abans que ell fos descobert, permetent-li aquest fet prendre les mesures apropiades per a maniobrar i poder així col·locar-se en una bona posició per a l'atac.

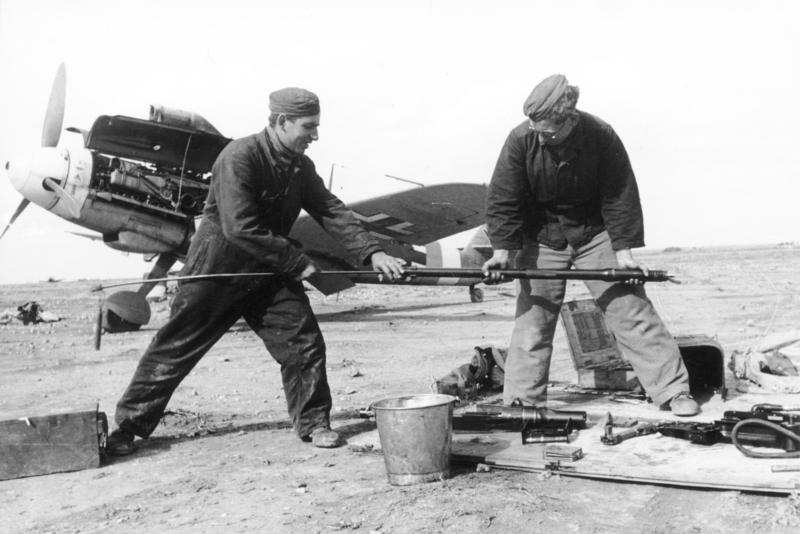
Equip de manteniment de Marseille, Hoffmann (esquerra) i Berger netejant les armes d'un Bf 109. "Groc 14" W.Nr. 8673, que es veu al fons.

En combat, els mètodes poc ortodoxos de Marseille el van portar a volar en una petita formació constituïda només pel seu avió, fent de líder, i el seu company d'ala. Ho feia així perquè considerava que era la forma més eficaç i segura de combatre a les condicions de gran visibilitat dels cels del nord d'Àfrica. Marseille "treballava" sol al combat, insistint sempre en què el seu company d'ala volés a un costat i a suficientment distància per darrere per evitar col·lisions o que li disparés per error.

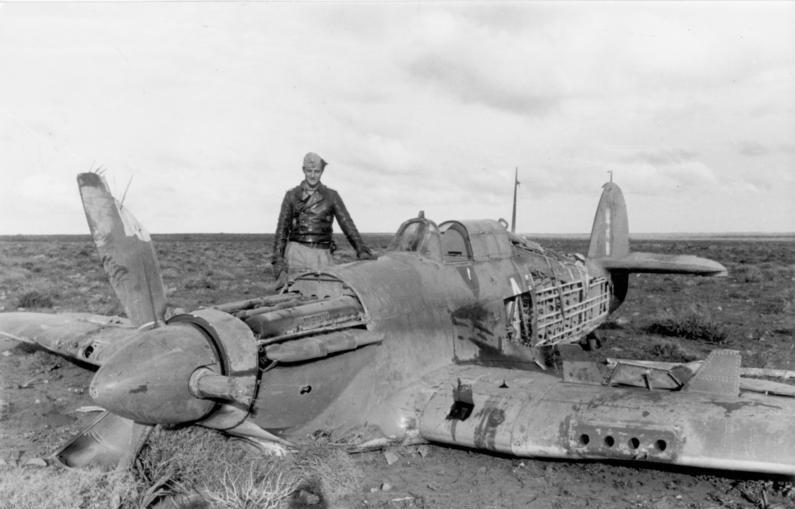
Hans-Joachim Marseille al costat d'un Hurricane Mk IIC del 213è Esquadró de la RAFdel abatut per ell. Febrer de 1942

A un dogfight, i en particular quan atacava als avions aliats que es posaven a la defensiva volant en una formació en cercle, Marseille reduïa l'acceleració del seu motor bruscament i fins i tot baixava els flaps per a reduir la velocitat i retallar el seu radi de gir, en comptes del procediment normal de volar amb la palanca de gasos a fons. Emil Clade va dir que cap altre pilot podria fer eficaçment aquesta maniobra, preferint llançar-se contra el seu oponent a fi de fugir si alguna cosa sortia malament:
| « | Marseille va desenvolupar la seva pròpia tàctica, que diferia significativament dels mètodes emprats per la majoria dels altres pilots. Atacant en una ocasió a un grup d'avions que van fer la formació defensiva en cercle, va haver de volar molt lentament, fins i tot va arribar a l'extrem d'haver de baixar els flaps sense que arribés a entrar en pèrdua per poder volar en un cercle més tancat que el que feien els avions enemics per damunt d'ell. El seu company d'ala i ell formaven una unitat, i ningú no pilotava com ell. | » |

Friedrich Körner (36 abatuts) també reconeix que Marseille era un pilot de caça únic:
| « | Disparar mentre que es feia un gir (disparar amb deflexió) és el més difícil que pot fer un pilot. L'enemic està volant en un cercle defensiu, això significa que ja estan situant i girant, el pilot atacant ha de ficar-se en aquell cercle. Per aconseguir-ho, ha de fer que el seu radi de gir sigui menor, però si fa això el seu objectiu, en la majoria dels casos, desapareix per sota de les seves ales i, per tant, no pot veure'l més, simplement ha de procedir per instint. | » |

El seu èxit com a pilot de caça li va suposar ascensos i majors responsabilitats al comandament. L'1 de maig de 1942 va ser ascendit abans de temps a Oberleutnant, i seguidament rebé el nomenament del 8 de juny de 1942 (com també li passà al Oberleutnant Gerhard Homuth, que rebé el comandament del I/JG27.).
A una conversa amb el seu amic Hans-Arnold Stahlschmidt, Marseille li explicà la seva manera de pilotar i les seves idees sobre el combat aire-aire:
| « | Sovint experimento amb una forma de combatre que considero que hauria ser el habitual. Em veig a mi mateix enmig d'un eixam de britànics disparant des de qualsevol posició sense ser atrapat. Els nostres avions són els elements bàsics, Stahlschmidt, i hem de dominar-los. Has de ser capaç de disparar des de qualsevol posició, en un gir a l'esquerra o a la dreta, al rolar, sobre l'espatlla, sempre. Només així pots desenvolupar les teves pròpies tàctiques. Han de ser tàctiques d'atac que li facin que l'enemic no pugui preveure què faràs en el transcurs de la batalla, has de ser capaç de realitzar tota una sèrie d'accions i moviments imprevisibles, mai el mateix, això et permet que no se t'escapi la situació de les mans. Només llavors pots llançar-te enmig d'un eixam d'avions enemics i colpejar-los des de dins | » |

.
El mètode d'atac per trencar les formacions enemigues que ell va perfeccionar es va traduir ràpidament en una alta taxa d'abatuts i del nombre de victòries múltiples per missió. El 3 de juny de 1942, Marseille atacà en solitari una formació de 16 caces Curtiss P-40 del 5è Esquadró de la SAAF, abatent 6 avions, 5 d'ells en sis minuts, inclòs els de 3 asos: Robin Pare (6 victòries), Douglas Golding (6,5 victòries) i Andre Botha (cinc victòries) el seu company d'ala, Rainer Pöttgen, que rebé el malnom de Fliegendes Zählwerk (anotador d'avions abatuts), va dir d'aquest combat:
| « | Tots els avions enemics van ser abatuts per Marseille en un únic dogfight. Després de disparar només li calia donar un cop d'ull a l'avió enemic. Les seves ràfegues seguien un patró: les bales començaven impactant al morro i acabaven a la carlinga. Ningú ha pogut explicar com podia fer-ho. En gairebé tots els combats en que participava reduïa gasos i aminorava la velocitat en la mesura del possible, la qual cosa li permetia fer girs molt tancats. En aquell combat va disparar 360 bales, 60 per abatut. | » |

Després de reclamar la seva victòria número 100, el 17 de juny de 1942, Marseille marxà a Alemanya amb un permís de 2 mesos. El 6 d'agost inicià el seu viatge de retorn, acompanyat de la seva xicota Hanne-Lies Küpper. El 13 d'agost es reuní a Roma amb Mussolini que el condecorà amb la Medalla d'Or al Valor Militar, la màxima distinció al valor italiana.
Marseille va deixar la seva xicota a Roma i el 23 d'agost tornà a combat. L'1 de setembre de 1942 va ser el dia en què va aconseguir el seu major èxit com a pilot de caça a l'abatre 17 avions en un dia; així fou setembre el mes en què va aconseguir més èxits de la seva carrera en aconseguir abatre 54 enemics. De les 17 victòries, a 8 els va abatre en només 10 minuts. Com a resultat d'aquesta fita, quan va visitar un esquadró de la Regia Aeronautica, uns companys van pintar al Volkswagen Kubelwagen tipus 82 que el portà la paraula "Otto" (vuit, en italià) en grans lletres). Marseille, amb aquesta victòria múltiple, té el rècord d'avions abatuts de les forces aèries occidentals fets per un únic pilot en un únic dia. Només un pilot, Emil "Bully" Lang, va aconseguir superar-ho el 4 de novembre de 1943, quan va abatre 18 avions de la Força Aèria Roja al Front Oriental.

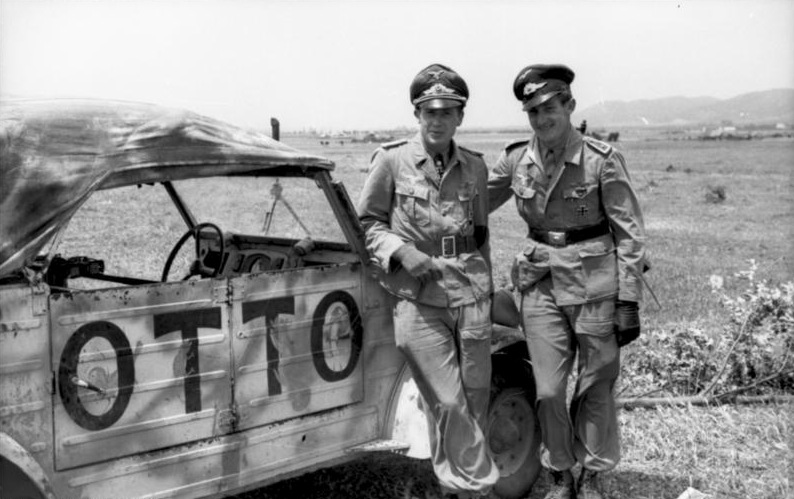
Marseille lluint la Creu de Cavaller i un sergent pilot al costat d'un VW-Kübelwagen amb la paraula "Otto".

Marseille seguí aconseguint victòries múltiples en un sol dia durant tot el mes de setembre. Entre el 16 i el 25 no aconseguí cap victòria, ja que patí una fractura al braç al fer un aterratge forçós el 15 de setembre. Per tant, Eduard Neumann li va prohibir volar. Marseille va agafar per provar un avió Macchi C.205 d'un esquadró italià veí (el 4o Stormo, 96a Squadriglia). Era un avió "modificat" de l'as italià tennente Emanuele Annoni. Marseille va estavellar l'avió en aterrar, i aquest incident mostrà alguna de les deficiències de Marseille. Werner Schröer va dir:
| « | Els seus enlairaments i els seus aterratges es consideraven normals segons els estàndards de l'esquadró. En una ocasió, un esquadró italià veí li deixà un Macchi 205 nou i s'estavellà al aterrar. Va deixar una ben pobre impressió general de la seva capacitat com a pilot. | » |

Marseille va superar ben aviat les victòries del seu amic, qui en tenia 59, i això ho va fer en només 5 setmanes. Però la superioritat material dels Aliats era enorme, i la tensió que això creava als pilots alemanys per veure's contínuament superats en nombre augmentà fins a fer-se preocupant. En aquella època, els alemanys disposaven de 112 caces, però només n'hi havia 65 de disponibles pel combat, mentre que els britànics en podien posar fins a 800 a l'aire. Marseille estava físicament esgotat pel ritme frenètic dels combats, i després de la darrera sortida del 26 de setembre va quedar prop del col·lapse després d'un combat de 15 minuts amb una formació de Spitfire, durant la qual s'anotà la seva setena victòria del dia.

#### Mort
A les dues missions en que participà el 26 de setembre de 1942, volà amb un Bf 109G-2/Trops i amb un d'ells va abatre 7 avions enemics. Els sis primers aparells d'aquest model van substituir als "Bf 109F" i tots van ser assignats a l'esquadrilla de Marseille (3 Staffel), que en un principi ignorà les ordres rebudes per usar de forma restringida aquests nous avions, a causa de la seva alta taxa de fallades mecàniques. Quan van arribar ordres al respecte del feldmarschall Kesselring, obeí malgrat tot, però un d'aquests aparells, el WK-Nr. 14256 (Motor: Daimler-Benz PP 605 A-1, W.Nr. 77 411), va acabar sent el darrer avió que pilotaria.
Durant els 3 dies següents, l'esquadrilla de Marseille va estar descansant. El 28 de setembre, Marseille va rebre una trucada del Generalfeldmarschall Erwin Rommel qui li demanà que anés amb ell a Berlín. Hitler anava a donar un discurs al Sportpalast de Berlín el 30 de setembre, i tant Rommel com Marseille hi haurien d'assistir. Marseille va rebutjar l'oferiment, al·legant que era necessari al front i que ja havia gaudit de 3 mesos de permís aquell any. Marseille també li digué que desitjava poder tenir un permís pel Nadal per casar-se amb la seva promesa Hanne-Lies Küpper.
El 30 de setembre de 1942, Marseille era el cap d'una esquadrilla de caces en missió d'escorta de bombarders en picat Stuka[e], en la qual no hi hagué contacte amb els caces enemics. Mentre que tornaven a la base, la cabina del seu Bf 109G-2/Trop començà a omplir-se de fum. Cec i mig asfixiat, va ser guiat fins a les línies alemanyes pels seus companys d'ala Jost Schlang i el tinent Rainer Pöttgen. En arribar a les línies pròpies, el Groc 14 ja havia perdut gairebé tota la potència i anava descendint cada cop més i més. Pöttgen el cridà uns 10 minuts després indicant-li que ja havien arribat a la Mesquita Blanca de Sidi Abdel Rahman i que, per tant, es trobaven sobre territori amic. Marseille considerà que era impossible que el seu avió pogués seguir volant i va decidir saltar. Les seves darreres paraules van ser Haig de saltar ara, ja no puc aguantar més.
Eduard Neumann estava dirigint personalment la missió des del post de comandament:
| « | Jo estava al post de comandament, escoltant les converses per ràdio entre els pilots. Immediatament em vaig adonar que havia succeït alguna cosa seriosa, jo sabia que encara estaven en vol, que provaven de portar a Marseille fins al nostre territori i que el seu avió estava deixant anar molt de fum. | » |

La seva esquadrilla, que havia estat volant en formació tancada al voltant d'ell, s'apartà en aquell moment per deixar-li suficient espai perquè pogués maniobrar. Marseille va posar el seu avió panxa enlaire (era el procediment habitual per saltar d'un caça), però degut al fum i a una lleugera desorientació, no s'havia adonat que l'avió havia entrat en un picat pronunciat (d'un angle de 70-80 graus), i que la seva velocitat havia augmentat considerablement (uns 640 km per hora). S'esforçà per sortir de la cabina, i quan ho aconseguí, la força del vent el va empènyer enrere, colpejant-se la part esquerra del pit amb l'estabilitzador vertical del seu avió. Si el cop no el matà instantàniament, el deixà inconscient, ja que el seu paracaigudes no es va obrir. Va caure gairebé verticalment a uns 7 km de Sidi Abdel Rahman. Segons es va saber posteriorment, el seu paracaigudes presentava un forat d'uns 40 cm, i la bossa s'havia deixat anar. Després de recuperar el cos, es comprovà que la maneta d'obertura del paracaigudes encara estava en posició de "segur", i que Marseille ni tan sols l'havia intentat obrir. Mentre examinava el cos, l'Oberarzt Dr. Bick, metge del 115 Panzergrenadierregiment, observà que el rellotge de Marseille s'havia aturat a les 11:42am. Aquest metge va ser el primer a arribar al lloc on va caure Marseille, ja que casualment es trobava a la part del darrere del camp minat que hi havia al costat d'un post de la defensa antiaèria i havia estat testimoni visual de la caiguda mortal de Marseille. A l'informe de l'autòpsia, el Dr. Bick va escriure:
| « | El pilot estava caigut sobre el seu estómac, com si estigués adormit. Els seus braços estaven amagats sota el cos. Quan em vaig apropar, vaig veure un bassal de sang que havia sortit del seu crani esclafat, la massa encefàlica havia quedat a la vista. Li vaig donar la volta i vaig obrir la cremallera de la seva jaqueta de vol. Vaig veure que portava la Creu de Cavaller amb Fulles de Roure i Espases (Marseille mai no va rebre personalment els Diamants), i vaig saber de seguida de qui es tractava. Al mirar la seva cartilla ho vaig confirmar. | » |

El tinent Ludwig Franzisket va recollir el seu cos, que va ser portat a la infermeria de l'esquadrilla, i on es van dirigir durant tot el dia els seus camarades a presentar-li els seus respectes. Com a homenatge, durant tot el dia al tocadiscs va sonar la cançó "Rumba Blava", que a ell sempre li havia encantat escoltar. El seu funeral va ser l'1 d'octubre de 1942 al Cementiri dels Herois de Derna, amb la presència del mariscal Albert Kesselring i d'Eduard Neumann, que van pronunciar l'elogi fúnebre.
La darrera anotació al seu llibre de vol va ser escrita per Neumann: Duració del vol 54 minuts, hora de l'aterratge "creu negra". Salt en paracaigudes a 7 kilòmetres al sud de Sidi Abdel Rahman. Observacions: fallada mecànica. Vols 1-482, 388 vols de combat i un total de 158 victòries. Certificat el 30 de setembre de 1942.
Es creà precipitadament una comissió per a investigar l'accident. L'informe (Aktenzeichen 52, Br.B.Nr. 270/42) va arribar a la conclusió que l'accident havia estat provocat per danys a l'engranatge del diferencial, que van provocar una fuga d'oli. A continuació, una sèrie de dents van trencar la roda i van provocar que s'encengués l'oli. La comissió va descartar tant el sabotatge com l'errada humana. Les restes de l'avió van ser portades a Bari. Era la primera missió d'aquell aparell.
Molts dels altres assos de l'aviació de la Luftwaffe, com Erich Hartmann o Adolf Galland, el van considerar com "el millor". Günther Rall va dir que Marseille era un excel·lent pilot i un tirador brillant. Crec que era qui millor disparava a la Luftwaffe.

#### Seqüeles arran de la mort de Marseille
La mort de Marseille va fer caure la moral de tot l'esquadró. A causa d'aquesta mort i de l'impacte que van ocasionar les mort de dos asos més de la Luftwaffe unes setmanes després (Günter Steinhausen i Hans-Arnold Stahlschmidt), el JG/27 va ser dut fora d'Àfrica un mes després. Això significà una ruptura amb l'estil de comandament de Marseille, tot i que la cosa mai no va arribar a estar fora de control. La realitat era que conforme Marseille tenia més èxit, el seu esquadró li deixava la responsabilitat de ser ell que abatés als avions enemics, i per tant, la seva mort era quelcom pel qual l'esquadró JG/27 no estava preparat, sent les seqüeles de la seva mort previsibles i devastadores. Hi ha historiadors que també apunten el fet que els ascensos i promocions de Marseille van basar-se en la seva taxa d'enemics abatuts més que no pas en una altra motiu, i que altres pilots que no arribaven a aquells nivells de victòries mai no van arribar a convertir-se en "experts". Més aviat volaven realitzant tasques de suport, "tal com el mestre els havia ensenyat a fer-ho", i sovint, "feien més de guardaespatlles mentre que ell atacava l'enemic i augmentava el seu compte de victòries". Neumann explicà que:
| « | El desavantatge que suposava que pocs pilots s'anotessin victòries va ser parcialment superada per l'efecte que va tenir sobre la moral de tot l'esquadró l'èxit de pilot com Marseille. De fet, la majoria dels pilots de l'esquadrilla de Marseille feien un paper secundari com a escortes del mestre | » |

## La seva memòria
- Hans-Joachim Marseille va aparèixer en 4 ocasions al (el Noticier Alemany). La primera, el dimecres[Cal aclariment El dia no correspon a la data]
 17 de febrer de 1942, quan l'coronel Galland, General de l'arma de caça, visità un aeròdrom al desert. La segona, el dimecres 1 de juliol, quan Marseille viatjà a Rastenburg per rebre les Espases de mans de Hitler. La tercera, el dimecres 9 de setembre quan s'anuncià que havia aconseguit 17 victòries l'1 de setembre i havia estat condecorat amb els Diamants; i la darrera, el dimecres 30 de setembre de 1942, quan visità a Erwin Rommel.[56]
- Durant la guerra, els enginyers italians van construir una piràmide al lloc on va caure Marseille. El 22 d'octubre de 1989,[35] Eduard Nemann i d'altres supervivents del JG/27, amb la col·laboració del govern egipci, erigiren una nova piràmide.[57]
- Durant les setmanes següents a la mort de Marseille, la moral era baixa. En un intent per millorar-la, l'Oberleutnant Fritz Dettmann va persuadir a Eduard Neumann per canviar el nom del 3./JG27 pel de "Marseille Staffel"(Escuadrilla Marseille)[58] (a les fotografies apareix com Staffel Marseille)[59]
- A la seva tomba apareix un epitafi d'un únic mot: Invicte. Després de la guerra, les seves restes van ser traslladades de Derna fins a Tobruk, on van ser de nou enterrades als jardins del memorial. Les seves restes es troben a un petit sarcòfag d'argila amb el nombre 4133.[60]
- El 1957 es rodà una pel·lícula alemanya, Der Stern von Afrika (L'Estrella d'Àfrica), dirigida per Alfred Weidenmann i protagonitzada per Joachim Hansen en el paper de Hans-Joachim Marseille.[61]
- El 24 d'octubre de 1975, la caserna de la Bundesluftwaffe de Uetersen-Appen passà a nomenar-se Caserna Marseille[62]
- El timó de cua del darrer aparell que pilotà, el Messerschmitt Bf109F-4/Trop (W.-Nr. 8673) ara amb 158 marques de victòries, es troba exposat al Luftwaffenmuseum der Bundeswehr de Berlín.[63]

## Avions

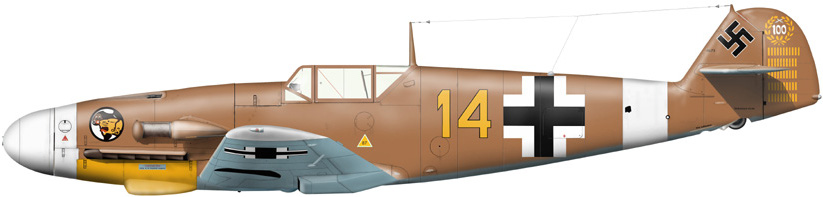
Messerschmitt Bf 109 F-4/trop, W.Nr. 8673 - 3./JG27 - Hauptmann Hans-Joachim Marseille al setembre de 1942

Marseille va volar, almenys, amb els següents avions Bf 109 E-7:
- W.núm. 3579, el 2 de setembre de 1940 va quedar danyat en un 50% després del combat i posterior aterratge prop de Marck
- W.núm. 5597, l'11 de setembre de 1940 va patir danys del 75% en combat aeri, fent un aterratge d'emergència prop de Wissant
- W.núm. 5094, el 23 de setembre de 1940 va quedar totalment destruït després d'un combat prop de Dover
- W.núm. 4091, el 28 de setembre de 1940 va patir danys del 35% després d'un aterratge forçós al fallar-li el motor a prop de Théville
- W.núm. 1259, el 20 d'abril de 1941 va patir danys del 80% després d'un aterratge d'emergència al fallar-li el motor a prop de Cahela
- W.núm. 5160, el 23 d'abril de 1941 va quedar totalment destruït després de fer un aterratge de panxa prop de Tobruk
- W.núm. 1567, el 21 de maig de 1941 va patir un 40% de danys en combat aeri, fent un aterratge d'emergència prop de Tobruk.

Marseille va volar en 4Bf 109 F-4/Z Trop:
- W.núm. 12593, amb el qual aconseguí la seva 50 victòria aèria el 23 de febrer de 1942[66]
- W.núm. 10059, amb 68 barres de victòria al timó de cua[66]
- W.núm. 10137, amb un 70 dins d'una corona de flors i 31 barres (per altres tantes victòries) sobre el timó de cua
- W.núm. 8673, el seu darrer, preparat pel desert amb filtre d'aire a l'entrada del compressor, barres soldades a la part inferior darrere del fuselatge, un 14 groc perfilat en negre, al timó de cua un 100 envoltat d'una corona groga i a sota 51 barres de victòria.[67]

## Resum de la carrera de Marseille

### Promocions
Hans-Joachim Marseille va incorporar-se al servei militar a la Wehrmacht el 7 de novembre de 1938. El seu primer destí va ser al Quedlinburg, al Harz, on va rebre el seu entrenament bàsic com a recluta de la Luftwaffe.
| Flieger                    | 7 de novembre de 1938                                         |
| Fahnenjunker               | 13 de març de 1939                                            |
| Fahnenjunker-Gefreiter     | 1 de maig de 1939                                             |
| Fahnenjunker-Unteroffizier | 1 de juliol de 1939                                           |
| Fähnrich                   | 1 de novembre de 1939                                         |
| Oberfähnrich               | 1 de març de 1941                                             |
| Leutnant                   | 1 d'abril de 1941 (amb efectes de 16 de juny de 1941)         |
| Oberleutnant               | 1 d'abril de 1942 (amb efectes de 8 de maig de 1942)          |
| Hauptmann                  | 1 de setembre de 1942 (amb efectes de 19 de setembre de 1942) |

### Condecoracions
Creu de Cavaller de la Creu de Ferro amb Fulles de Roure, Espases i Brillants:
 Creu de Cavaller (416è) per aconseguir 46 victòries aèries – 22 de febrer de 1942
 Fulles de Roure (97è) per aconseguir 75 victòries aèries – 6 de juny de 1942
 Espases (100è) per aconseguir 100 victòries aèries. Se les va imposar Hitler personalment al Wolfsschanze el 28 de juny – 18 de juny de 1942
 Brillants: (4t), tot i que a causa de la seva mort no els va rebre mai. – 3 de setembre de 1942
 Insígnia Combinada de Pilot-Observador en Or i Diamants, imposada pel Reichsmarschall Hermann Göring – agost de 1942
 Creu Alemanya d'Or per aconseguir 25 victòries aèries. Va ser el primer pilot a rebre-la a l'Àfrica. – 24 de novembre de 1941
 Copa d'Honor de la Luftwaffe – 3 de novembre de 1941
 Creu de Ferro de 1a classe per quatre victòries aèries - 17 de setembre de 1940
 Creu de Ferro de 2a classe per dues victòries aèries - 9 de setembre de 1940
 Cinta de màniga d'Àfrica – 7 de juny de 1943
 Passador de Pilot de la Lufwaffe en Or amb senyal "300" (per 300 missions)
 Flugzeugführerabzeichen (Insígnia de pilot). - 1 de febrer de 1940
 Medalla d'Or al Valor Militar (Itàlia), imposada per Mussolini a Roma el 13 d'agost – 6 d'agost de 1942
 Medalla de Plata al Valor Militar (Itàlia) – febrer de 1942
6 mencions al Wehrmachtbericht

### Mencions al Wehrmachtbericht
El Wehrmachtbericht era un diari realitzat i presentat pel Oberkommando der Wehrmacht respecte a la situació militar a tots els fronts. El primer informe es va fer l'1 de setembre de 1939 i el darrer el 9 de maig de 1945.
Les mencions de persones o unitats eren considerades un alt honor militar i eren molt estimades
| Data                             | Text original del Wehrmachtbericht en alemany | Traducció del castellà |
| -------------------------------- | --- | --- |
| Dijous, 4 de juny de 1942        | Hauptmann Müncheberg errang am 2. Juni seinen 80., Oberleutnant Marseille am 3. Juni in Nordafrika seinen 70. bis 75. Luftsieg. | El Hauptmann Müncheberg s'anotà el 2 de juny la seva 80a victòria, l'Oberleutnant Marseille el 3 de juny al Nord de Àfrica les seves victòries 70a a 75a. |
| Divendres, 12 de juny de 1942    | Oberfeldwebel Steinbatz errang an der Ostfront seinen 95. Oberleutnant Marseille in Nordafrika seinen 78. bis 81. Luftsieg. | L'Oberfeldwebel Steinbatz s'anotà la seva 95a victòria al Front Oriental, l'Oberleutnant Marseille, al Nord d'Àfrica, s'anotà quatre victòrias aèries, passant de 78 a 81 abatuts. |
| Dijous, 18 de juny de 1942       | Oberleutnant Marseille schoß in Nordafrika innerhalb vierundzwanzig Stunden zehn feindliche Flugzeuge ab und erhöhte damit die Zahl seiner Luftsiege auf 101. | L'Oberleutnant Marseille, al Nord d'Àfrica, abaté en 24 hores 10 avions enemics i incrementà el seu compte de victòries aèrias fins a 101. |
| Divendres, 4 de setembre de 1942 | Oberleutnant Marseille, Staffelkapitän in einem Jagdgeschwader, errang am 2. September an der ägyptischen Front seinen 125. Luftsieg, nachdem er in Luftkämpfen des vorangegangenen Tages 16(17) britische Gegner bezwungen hatte. | L'Oberleutnant Marseille, cap d'esquadrilla (Staffelkapitän) a un ala de caces, s'anotà el 2 de setembre al Front Egipci la seva victòria aèria n 125 després d'abatre a 16 (17)[l] adversaris britànics [sic] al dia anterior. |
| Dimecres, 16 de setembre de 1942 | An der ägyptischen Front errang Oberleutnant Marseille seinen 145. bis 151. Luftsieg. | L'Oberleutnant Marseille s'anotà les seves victòries n. 145 al 151 al Front Egipci. |
| Dijous, 1 d'octubre de 1942      | Hauptmann Hans-Joachim Marseille, Träger der höchsten deutschen Tapferkeitsauszeichnung, fand, unbesiegt vom Feind, auf dem nordafrikanischen Kriegsschauplatz den Fliegertod. Erfüllt von unbändigem Angriffsgeist, hat dieser junge Offizier in Luftkämpfen 158 britische Gegner bezwungen. Die Wehrmacht betrauert den Verlust eines wahrhaft heldenhaften Kämpfers. | El Hauptmann Hans-Joachim Marseille, posseïdor de la més alta condecoració alemanya al valor, trobà la mort al teatre de guerra del Nord d'Àfrica, no sent abatut per l'enemic. Aquest jove oficial, carregat d'esperit agressiu, había abatut 158 avions britànics [sic]. La Wehrmacht està de dol per la pèrdua d'un veritable heroi de guerra. |

### Victòries confirmades
Marseille volà la seva primera missió de combat el dimecres
 13 d'agost de 1940, i confirmà la seva primera victòria el 24 d'agost de 1940. En poc més de dos anys n'afegiria 157 més.
  Indica que l'informe sobre el combat aeri no es troba a l'Arxiu Nacional Alemany.
  Indica que l'historiador australià Russell Brown ha expressat dubtes respecte a la veracitat d'aquestes victòries confirmades a Marseille.
| Victòries               | Data                    | Hora                                                                                                  | Observacions |
| – 1940 – I. (Jagd)/LG 2 | – 1940 – I. (Jagd)/LG 2 | – 1940 – I. (Jagd)/LG 2                                                                               | – 1940 – I. (Jagd)/LG 2 |
| ----------------------- | ----------------------- | --- | --- |
| 1                       | 24 d'agost de 1940      | | Hurricane/Spitfire sobre Kent. El I. (J) LG 2 li ordenà volar en tres missions de combat sobre l'àrea de Kent. A la 1a esquadrilla (1. Staffel) se li confirmaren tres victòries del total de 10 reclamades per la I.(J)/LG 2, perdent ells mateixos tres aparells. |
| 2                       | 2 de setembre de 1940   | | Spitfire sobre Detling, Kent. L'avió de Marseille va ser seriosament malmès i va haver de realitzar un aterratge d'emergència prop de Calais-Marck. El seu Bf 109 E-7 W.Nr. 3579 va ser malmès en un 50%. La I.(J)/LG 2 reclamà ses victòries i només informà d'una pèrdua pròpia.[d] |
| 3                       | 11 de setembre de 1940  | 17:05                                                                                                 | Spitfire sobre el sud d'Anglaterra. Marseille volà com a company d'ala del Hauptfeldwebel Helmut Goedert. L'avió de Marseille va ser seriosament malmès pel pilot d'un Hurricane, obligant-lo a fer aterratge forçós a la costa francesa prop de Wissant. El Bf 109 E-7 W.Nr. 5597 va patir danys en un 75%. La I.(J)/LG 2 reclamà set victòries amb la pèrdua de dos avions propis. |
| 4                       | 15 de setembre de 1940  | | Hurricane sobre el riu Tàmesi, Anglaterra. La I.(J)/LG 2 reclamà quatre victòries amb dues pèrdues pròpies. |
| 5                       | 18 de setembre de 1940  | | Spitfire sobre el sud d'Anglaterra. |
| 6                       | 27 de setembre de 1940  | | Hurricane sobre Londres. La I.(J)/LG 2 reclamà sis victòries manifestant haver perdut quatre dels seus avions, inclòs el del Staffelkapitän Adolf Buhl. L'Oberleutnant Buhl va morir en l'acció al caure amb el seu avió al mar. |
| 7                       | 28 de setembre de 1940  | | Spitfire sobre el sud d'Anglaterra. |
| – 1941 – I./JG 27       |                         | | |
| 8                       | 23 d'abril de 1941      | 12:50                                                                                                 | Hurricane sobre Tobruk. Els adversaris pot ser que fossin Hurricanes del 73è Esquadró de la RAF. Aquesta unitat va perdre tres aparells en combat amb Bf 109 cap a les nou. Almenys un altre Hurricane addicional del 6è Esquadró va caure en combat. L'I./JG 27 reclamà set Hurricanes abatuts en dos encontres: quatre entre les 10:40 i les 11:05 i tres entre les 12:50 i 13:00. El Bf 109 E-7 (W.Nr. 5160) de Marseille quedà completament destruït després del combat i d'haver d'aterrar de panxa a Tobruk. |
| 9                       | 28 d'abril de 1941      | 09:25                                                                                                 | Bristol Blenheim Mk IV sobre el mar al nord de Tobruk. El Blenheim era el T2429 del 54è Esquadró, pilotat per l'Oficial pilot B. C. de G. Allan. La tripulació i els passatgers van morir al estavellar-se l'avió. [g] |
| 10 – 11                 | 1 de maig de 1941       | 09:15                                                                                                 | Dos Hurricane al sud de Tobruk. Els seus adversaris eren dels Esquadrons de la RAF 274 i 6. El I./JG 27 reclamà quatre victòries, l'oficial pilot Stanley Godden, un as amb set victòries, va morir es acció. |
| 10 – 11                 | 1 de maig de 1941       | 09:25                                                                                                 | Dos Hurricane al sud de Tobruk. Els seus adversaris eren dels Esquadrons de la RAF 274 i 6. El I./JG 27 reclamà quatre victòries, l'oficial pilot Stanley Godden, un as amb set victòries, va morir es acció. |
| 12 – 13                 | 17 de juny de 1941      | 17:15                                                                                                 | Dos Hurricane, el primer al nord-est de Tobruk i el segon a l'est de Sidi Omar. Els pilots alemanys reclamaren haver abatut 13 Hurricanes en nombrosos encontres, les autoritats alemanyes confirmaren 11, dels quals set foren acreditats al I./JG 27. Els aliats va perdre almenys 10 aparells. Sobre les nou, set Hurricane del Primer Esquadró de la SAAF s'enfrontaren amb Bf 109 i van perdre quatre aparells, un dels quals van caure abatuts pel foc antiaeri. A la tarda, el 54è Esquadró de la RAF va perdre un aparell per la flak, el 229è Esquadró de la RAF va perdre dos Hurricane en combat aeri amb Bf 109s i el 274è Esquadró de la RAF també va perdre dos aparells contra caces alemanys. El 33è Esquadró de la RAF va perdre un Hurricane barallant-se amb un Fiat G.50 italià i un Ju 87 alemany. Els italians reclamaren tres victòries. No obstant, las víctimes de Marseille pertanyien, molt segurament, als esquadrons 229 i 274. |
| 12 – 13                 | 17 de juny de 1941      | 18:45                                                                                                 | Dos Hurricane, el primer al nord-est de Tobruk i el segon a l'est de Sidi Omar. Els pilots alemanys reclamaren haver abatut 13 Hurricanes en nombrosos encontres, les autoritats alemanyes confirmaren 11, dels quals set foren acreditats al I./JG 27. Els aliats va perdre almenys 10 aparells. Sobre les nou, set Hurricane del Primer Esquadró de la SAAF s'enfrontaren amb Bf 109 i van perdre quatre aparells, un dels quals van caure abatuts pel foc antiaeri. A la tarda, el 54è Esquadró de la RAF va perdre un aparell per la flak, el 229è Esquadró de la RAF va perdre dos Hurricane en combat aeri amb Bf 109s i el 274è Esquadró de la RAF també va perdre dos aparells contra caces alemanys. El 33è Esquadró de la RAF va perdre un Hurricane barallant-se amb un Fiat G.50 italià i un Ju 87 alemany. Els italians reclamaren tres victòries. No obstant, las víctimes de Marseille pertanyien, molt segurament, als esquadrons 229 i 274. |
| 14                      | 28 d'agost de 1941      | 18:00                                                                                                 | Hurricane al nord-oest de Sidi Barrani sobre el mar. Els adversaris de Marseille van ser 12 Hurricanes del Primer Esquadró de las SAAF. El piloto de caça tinent V.F. Williams s'estavellà al mar. Tot i que ferit va poder ser rescatat. |
| 15 – 16                 | 9 de setembre de 1941   | 17:12 17:18                                                                                           | Dos Hurricane al sud-est de Bardia. |
| 17                      | 13 de setembre de 1941  | 17:25                                                                                                 | Hurricane al sud de Bardia. Sembla que el pilotava el tinent de vol Patrick (Pat) Byers del 451è Esquadró.[h] Byers va enlairar-se sol, sent descobert i abatut per dos Bf 109 la tarda del 13 de setembre. Aquella mateixa tarda, dos Bf 109 sobrevolaren la base del 451è esquadró i van deixar caure una nota informant-los que Byers havia sobreviscut però que patia greus cremades. Un parell de setmanes més tard, de nou dos Bf 109 volaren travessant el foc antiaeri i deixaren caure una altra nota en la qual deien que Byers havia mort a causa de les seves ferides. Es creu que Marseille era un dels pilots. |
| 18                      | 14 de setembre de 1941  | 17:46                                                                                                 | Hurricane al sud-est de Sofafi. Els avions enemics de Marseille eren del 33è Esquadró en missió d'escorta pels bombarders Martin Maryland del 24è Esquadró de la SAAF. Els Aliat van perdre tres Hurricane en combat amb 12 Bf 109 i sis Fiat G.50. Italians i alemanys reclamaren en conjunt haver abatut tres Hurricane en aquest encontre. |
| 19 – 23                 | 24 de setembre de 1941  | 13:30 16:45 16:47 16:51 17:00                                                                         | Quatre Hurricane i un Martin Maryland del 203è Esquadró de la RAF. A l'enfrontament participaren nou Hurricane del Primer Esquadró de la SAAF i nou més d'una unitat que no s'ha pogut identificar. Els sud-africans van perdre un total de 3 Hurricane. Dels abatuts, el capità C. A. van Vliet i el tinent J. MacRobert van tornar indemnes, mentre que el tinent B. E. Dold va ser donat per desaparegut. El I./JG 27 reclamà sis victòries aèries en aquest encontre. És possible que l'aparell sense identificar fos un Tomahawk Mk IIB del 112è Esquadró de la RAF. Aquest aparell s'enfrontà a un Bf 109 mentre tornava d'una missió d'escorta i protecció a uns vaixells, l'oficial pilot D. F. "Jerry" Westenra, un neozelandès i futur as, va ser abatut, tot i que és possible que ho fos l'endemà, a mans de Gerhard Homuth. |
| 24 – 25                 | 12 d'octubre de 1941    | 08:12 08:15                                                                                           | Dos P-40 prop de Bir Sheferzan. Els avions del JG 27 s'enfrontaren a 24 Mk IIB Tomahawk del 2n Esquadró de la SAAF i al 3r Esquadró de la RAAF. Els australians van perdre tres aparells mentre que els sud-africans van donar part de la pèrdua d'un avió més, que patí danys greus. El I./JG 27 reclamà quatre victòries en aquest combat. Las víctimes de Marseille van ser l'oficial de vol H. G. "Robbie" Roberts i el sergent Derek Scott, ambdós del 3r Esquadró de la RAAF. Roberts va fer un aterratge forçós darrera de las línies aliades i el seu aparell va poder ser reparat més tard. Scott va poder arribar a la seva base amb l'aparell molt malmès. |
| 26                      | 5 de desembre de 1941   | 15:25                                                                                                 | Hurricane. Els rivals van ser 20 Hurricane del 274è Esquadró de la RAF i del 1r Esquadró de la SAAF. Ambdós esquadrons informaren de la pèrdua d'un aparell. El I./JG 27 notificà dues victòries en aquest xoc. |
| 27 – 28                 | 6 de desembre de 1941   | 12:10 12:25                                                                                           | Dos Hurricane al sud d'El Adem. Els adversaris van ser 24 Hurricane del 229è Esquadró de la RAF i del 238è Esquadró de la RAF. Aquesta formació britànica perdé cinc Hurricane en combat contra Bf 109 prop de Bir el Gobi. També van participar Hurricane del 274è Esquadró de la RAF, però aquest grup no comunicà cap pèrdua. El I./JG 27 i el II./JG 27 reclamaren haver abatut dos Hurricane cadascun. |
| 29                      | 7 de desembre de 1941   | 09:30                                                                                                 | Hurricane a l'oest de Sidi Omar. El JG 27 combaté contra Hurricane del 274è Esquadró de la RAF que va perdre tres caces en un combat amb 15 Ju 87, sis Bf 109, 12 MC 202 i MC 200. Italians i alemanys reclamaren 3 victòries en aquest enfrontament. |
| 30                      | 8 de desembre de 1941   | 08:15                                                                                                 | P-40 al sud-est d'El Adem. Marseille s'enfrontà amb un grup de Hurricane que no s'han identificat, pertanyents al 274è Esquadró de la RAF. Aquest grup va perdre tres caces en un combat contra 30 Bf 109, MC 200 i MC 202. |
| 31                      | 10 de desembre de 1941  | 08:50                                                                                                 | P-40 al sud-est d'El Adem. La victòria la va obtenir contra un Tomahawk IIB (designació anglesa pel P-40B) del 2n Esquadró de la SAAF. El pilot de l'avió abatut era el tinent B. G. S. Enslin, que resultà il·lès. |
| 32                      | 11 de desembre de 1941  | 09:30                                                                                                 | P-40 al sud-est de Tmimi. L'avió era un Tomahawk IIB, AK457, del 250è Esquadró de la RAF. El pilot era el sergent M. A. Canty, donat per desaparegut en combat. |
| 33 – 34                 | 13 de desembre de 1941  | 16:00 16:10                                                                                           | Dos P-40 uno al nord-est de Martuba i l'altre al nord-est de Tmimi. Un dels oponentes abatuts va ser un Tomahawk IIB, AM384 del 3r Esquadró de la RAAF pilotat per l'Oficial de Vol Tommy Trimble que resultà ferit i va haver de fer un aterratge forçós. |
| 35 – 36                 | 17 de desembre de 1941  | 11:10 11:28                                                                                           | Dos P-40, un a l'oest-nord-oest de Martuba i l'altre al sud-est de Derna. El grup de Marseille va combatre contra una formació de Hurricane que no han estat ben identificats i que pertanyien al 1r Esquadró de la SAAF], estaven en missió d'escorta per a vuit Bristol Blenheim dels esquadrons 14 i 84 de la RAF. Els sud-africans patiren greus pèrdues a mans de 12 Bf 109. Tres Hurricane se van fer constar com a desapareguts, un quart va ser abatut, un cinquè va patir un xoc a l'aire i un sisè va aterrar patint greus danys. El I. / JG 27 va dir haver aconseguit cinc victòries en aquest combat. |
| – 1942 –                |                         | | |
| 37 – 40                 | 8 de febrer de 1942     | 08:22 08:25                                                                                           | Quatre P-40, un a l'est-nord-est de Martuba, l'altre al nord de Martuba, un tercer al nord-oest de Bomba Bay i el quart sobre el mar al nord-est de Bomba Bay. El primer combat tingué lloc directament sobre l'aeròdrom de Martuba. La primera victòria va ser contra el sergent Hargreaves, que aterrà de panxa amb el seu caça i va ser fet presoner. El tercer, sembla que va ser erròniament identificat com un P-40. És més probable que l'avió va ser un Hurricane IIB, Z5312, del 73è Esquadró de la RAF pilotat pel sergent de vol Alwyn Sands (RAAF), ja que també va fer un aterratge forçós. El 40è avió abatut per Marseille va ser probablement l'avió del sergent A.T. Tonkin del 112è Esquadró, que resultà mort. |
| 37 – 40                 | 8 de febrer de 1942     | 14:20 14:30                                                                                           | Quatre P-40, un a l'est-nord-est de Martuba, l'altre al nord de Martuba, un tercer al nord-oest de Bomba Bay i el quart sobre el mar al nord-est de Bomba Bay. El primer combat tingué lloc directament sobre l'aeròdrom de Martuba. La primera victòria va ser contra el sergent Hargreaves, que aterrà de panxa amb el seu caça i va ser fet presoner. El tercer, sembla que va ser erròniament identificat com un P-40. És més probable que l'avió va ser un Hurricane IIB, Z5312, del 73è Esquadró de la RAF pilotat pel sergent de vol Alwyn Sands (RAAF), ja que també va fer un aterratge forçós. El 40è avió abatut per Marseille va ser probablement l'avió del sergent A.T. Tonkin del 112è Esquadró, que resultà mort. |
| 41 – 44                 | 12 de febrer de 1942    | 13:30 13:32 13:33 13:36                                                                               | Tres P-40 i un Hurricane al nord-oest de Tobruk. Els Hurricane pertanyien al 274è Esquadró de la RAF. Aquesta unitat va perdre en combat aeri amb quatre caces Bf 109 a la rodalia de Tobruk els següents avions: sergent R. W. Henderson, que s'estavellà al sud de Tobruk, el sergent Parbury saltà del seu avió en paracaigudes; Ambdós resultaren ferits. L'oficial pilot S. E. van der Kuhle s'estavellà amb el seu Hurricane IIA DG616 al mar. El tinent de vol Smith (Hurricane IIB BD821) no tornà d'aquesta missió i se'l donà per desaparegut en combat. |
| 45 – 46                 | 13 de febrer de 1942    | 09:20 09:25                                                                                           | Dos Hurricane al sud-est de Tobruk. Els adversaris de Marseille van ser set Hurricane del 1r Esquadró de la SAAF i del 274è Esquadró de la RAF. Aquests dos avions van ser abatuts en un combat aeri contra tres caces Bf 109 prop de Tobruk. El I./JG 27 reclamà tres victòries en aquest combat. Marseille va abatre el caça del tinent Le Roux; el sud-africà s'estavellà amb el seu Hurricane en flames, va poder escapar tot i que resultà ferit. |
| 47 – 48                 | 15 de febrer de 1942    | 13:00 13:03                                                                                           | Dos P-40 al sud-est de Gambut. Aquests Kittyhawk (denominació donada a la RAF al P-40D estatunidenc) pertanyien al 3r Esquadró de la RAAF, i operaven des de l'aeròdrom de Gambut. Van ser atacats per dos Bf 109 mentre s'enlairaven. El primer avió abatut per Marseille va ser el Kittyhawk I AK594 de l'oficial pilot P. J. "Tommy" Briggs, saltà des d'una alçada de 100 m i resultà ferit. El segon abatut va ser el del Kittyhawk I AK605 del sergent de vol F. B. (Frank) Reid, que va morir al estavellar-se contra el terra. |
| 49 – 50                 | 21 de febrer de 1942    | 12:10 12:18                                                                                           | Dos P-40 a l'oest d'Acroma. Els adversaris de Marseille van ser 11 Kittyhawk I del 112è Esquadró de la RAF, que va perdre tres aparells en un combat aeri contra sis Bf 109. El I./JG 27 informà haver aconseguit tres victòries en aquest combat. |
| 51 – 52                 | 27 de febrer de 1942    | 12:00 12:12                                                                                           | Dos P-40 a l'est-nord-est de Fort Acroma. Probablement eren Mk I Kittyhawk pertanyent al 3r Esquadró de la RAAF, el sergent Roger Jennings, volava en el AK665, va morir al estavellar-se intentant aterrar; l'oficial pilot R. C. (Dick) Hart volava en el AK689, saltà del seu avió i tornà a la seva unitat. |
| 53 – 54                 | 25 d'abril de 1942      | 10:06 10:09                                                                                           | Dos P-40, un al nord del aeròdrom italià d'Ain el Gazala i l'altre sobre el mar, al nord d'Ain el Gazala. Els seus adversaris van ser avions Kittyhawk I del 260è Esquadró de la RAF i Tomahawk IIB del 2n esquadró de la SAAF. Aquests esquadrons van patir les següents pèrdues al combat: tres Tomahawk i un Kittyhawk desapareguts (un pilot tornà ferit més tard), dos Kittyhawk i dos Tomahawk estavellats al aterrar després del combat, un greument malmès i un altre Kittyhawk amb danys menors. Al costat alemany, el I.JG 27 informà haver abatut cinc P-40 i el II./JG 27 informà de tres P-40 abatuts. L'informe del combat indica que els caces que s'enfrontaren a Marseille eren Kittyhawk del 260è Esquadró de la RAF. |
| 55 – 56                 | 10 de maig de 1942      | 09:13 09:15                                                                                           | Dos Mk I Hurricane al sud-est de l'aeròdrom de Martuba. Els Hurricane eren del 40è Esquadró de la SAAF i estaven en una missió de patrulla. Ambdós pilots, el capità Cobbledick i el tinent Flesker van ser donats per desapareguts a la missió. La primera victòria va ser un Hurricane I, número de sèrie Z4377. |
| 57 – 58                 | 13 de maig de 1942      | 10:10 10:15                                                                                           | Dos P-40, un al sud-est d'Ain el Gazala i l'altre sobre la badia de Gazala. En aquesta ocasió, 12 Kittyhawk Mk I del 3r Esquadró de la RAAF van ser atacats per dos Bf 109 que venien del sol. L'oficial pilot H. G. (Graham) Pace, que volava al Kittyhawk I AL172, va morir al rebre una bala al cap. El sergent Colin McDiarmid saltà ferit del seu Kittyhawk I AK855. L'oficial de vol Geoff Chinchen informà que havia danyat un Messerschmitt, i se sap que l'avió de Marseille va rebre en aquesta ocasió impactes de bala al dipòsit de gasolina i a l'hèlix. |
| 59 – 60                 | 16 de maig de 1942      | 18:05 18:15                                                                                           | Dos P-40, un a l'est de Ain el Gazala i l'altre a l'est de Fort Acroma. Després de la primera acció, el sergent E. V. Teede del 3r Esquadró de la RAAF va fer un aterratge forçós amb el seu Mk I Kittyhawk, AL120, que estava en flames, a l'oest d'El Adem i tornà a la seva unitat il·lès. Al segon combat participaren quatre Kittyhawk Mk I del 450è Esquadró de la RAAF. L'oficial pilot Dudley Parker saltà i resultà il·lès. El seu caça, AK697, després de quedar sense pilot, s'estavellà contra el Kittyhawk AK604 pilotat pel sergent W. J. Metherall. Ambdós avions es destruïren al xoc, morint Metherall. Marseille només va veure com Parker saltava del seu avió i, per tant, al no veure el xoc, només reclamà dues victòries. |
| 61 – 62                 | 19 de maig de 1942      | 07:20                                                                                                 | Dos P-40 al sud i al sud-oest de Fort Acroma. Van ser Kittyhawk del 450è Esquadró de la RAAF. El Kittyhawk I AK842, pilotat pel sergent de vol Ivan Young, va rebre trets al seu motor i en sortí il·lès de l'aterratge d'emergència que va fer, el seu avió quedà destruït i es cremà. El jove pilot se'n sortí per tornar a las línies aliades. |
| 61 – 62                 | 19 de maig de 1942      | 07:30                                                                                                 | Dos P-40 al sud i al sud-oest de Fort Acroma. Van ser Kittyhawk del 450è Esquadró de la RAAF. El Kittyhawk I AK842, pilotat pel sergent de vol Ivan Young, va rebre trets al seu motor i en sortí il·lès de l'aterratge d'emergència que va fer, el seu avió quedà destruït i es cremà. El jove pilot se'n sortí per tornar a las línies aliades. |
| 63 – 64                 | 23 de maig de 1942      | 11:05 11:06                                                                                           | Dos Douglas Boston al sud-est del port de Tobruk. En realitat aquests avions eren bombarders Martin Baltimore Mk I del 223è Esquadró de la RAF. Quatre Baltimore va atacar l'aeroport de Derna sense escorta de caces i tres d'ells (AG703, AG708 i AG717) van ser abatuts. El quart bombarder hagué de fer un aterratge forçós al seu vol de retorn. El I./JG 27 reclamà quatre victòries aèries aquell dia. |
| 65                      | 30 de maig de 1942      | 06:05                                                                                                 | P-40 al nord-oest d'El Adem. Els adversaris de Marseille van ser 20 Kittyhawk Mk I del 250è Esquadró de la RAF i del 450è Esquadró de la RAAF. Van ser atacats por quatre Bf 109 entre Tobruk i El Adem. El Kittyhawk I AK705 del 250è Esquadró començà a incendiar-se i se estavellà. El sergent Graham Buckland (RAAF) saltà, però el seu paracaigudes va fallar al obrir-se. |
| 66 – 68                 | 31 de maig de 1942      | 07:26 07:28 07:34                                                                                     | Tres P-40 a l'oest de Bir-el Harmat i al sud-oest de Fort Acroma. Probablement pertanyien al 5è Esquadró de la SAAF; un dels pilots era el major Andrew Duncan (5,5 victòries), que resultà mort. |
| 69                      | 1 de juny de 1942       | 19:15                                                                                                 | Un P-40 al sud-oest de Mteifel Chebir. Possiblement, els avions aliats involucrats en el combat eren Kittyhawk I del 112è Esquadró de la RAF. Aquesta unitat va perdre a l'oficial pilot Collet aquell dia, però se desconeix quan i on. El I./JG 27 reclamà dues victòries aèries a la missió d'aquella tarda. |
| 70 – 75                 | 3 de juny de 1942       | 12:22 12:25 12:27 12:28 12:29 12:33                                                                   | Sis Tomahawk Mk IIB a la rodalia de Bir Hacheim. Se li confirmaren sis victòries en 11 minuts de combat, tots ells Tomahawk Mk IIB del 5è esquadró de la SAAF. Els sud-africans van iniciar un combat amb diversos Ju 87 i Bf 109 prop de Bir Hacheim. Entre els avions que els sud-africans van perdre van haver quatre Tomahawk abatuts (Tomahawk IIB AK384, AK421, AM401 i AN262) i dos Tomahawk greument malmesos. Robin Pare va morir en l'acció; el capità RL Morrison, el tinent VS Muir i el tinent segon CA Douglas Golding resultaren ferits. El tinent segon M Martin va fer un aterratge d'emergència a la fortalesa de Bir Hacheim i va poder tornar a la seva unitat. El capità Louis C Botha va fer un aterratge forçós a Gambut. Tres dels pilots abatuts per Marseille eren asos de la Força Aèria Sud-africana (SAAF): Douglas Golding, Robin Pare i Louis C Botha. |
| 76 – 77                 | 7 de juny de 1942       | 16:10                                                                                                 | Dos P-40 al sud-oest i al nord-est d'El Adem. Els adversaris de Marseille van ser dos caces Kittyhawk Mk I del 2n Esquadró de la SAAF. Ambdós avions, (AK611y AK628), van ser abatuts en el combat. El tinent Frewen saltà del seu avió en flames i en sortí il·lès. El tinent Leonard James Peter Berrangé va morir en l'acció. |
| 76 – 77                 | 7 de juny de 1942       | 16:13                                                                                                 | Dos P-40 al sud-oest i al nord-est d'El Adem. Els adversaris de Marseille van ser dos caces Kittyhawk Mk I del 2n Esquadró de la SAAF. Ambdós avions, (AK611y AK628), van ser abatuts en el combat. El tinent Frewen saltà del seu avió en flames i en sortí il·lès. El tinent Leonard James Peter Berrangé va morir en l'acció. |
| 78 – 81                 | 10 de juny de 1942      | 07:35 07:41 07:45 07:50                                                                               | Quatre Curtiss P-40 prop de Mteifel Chebir. Entre els seus oponents hi havia 24 Hurricane dels esquadrons 73è i del 213. Aquests dos esquadrons van perdre quatre Hurricane en un combat a la rodalia de Bir Hacheim contra caces Bf 109. Atès que el II./JG 27 reportà haver participat en un combat aeri amb 40 o 50 P-40, és molt probable que participaren al combat més caces aliats. Sembla segur que el quarto avió abatut per Marseille va ser el Hurricane IIB BM966 del 213 esquadró. L'oficial pilot A. J. Hancock s'esatavellà a l'aterrar prop d'El Gubbi, després de ser perseguit uns 30 km. Al bàndol alemany, el I./JG 27 informà de la destrucció de set P-40 i el II./JG 27 reclamà haver derribat un Hurricane. |
| 82 – 83                 | 11 de juny de 1942      | 16:25                                                                                                 | Un P-40 al sud-est de Fort Acroma i un Hurricane al nord-est d'El Adem. Ambdós pertanyien al 112è Esquadró de la RAF, que aquell dia va perdre dos caces Kittyhawk. |
| 82 – 83                 | 11 de juny de 1942      | 16:35                                                                                                 | Un P-40 al sud-est de Fort Acroma i un Hurricane al nord-est d'El Adem. Ambdós pertanyien al 112è Esquadró de la RAF, que aquell dia va perdre dos caces Kittyhawk. |
| 84 – 87                 | 13 de juny de 1942      | 18:10 18:11 18:14 18:15                                                                               | El I./JG 27 afirmà haver abatut quatre P-40 i un Hurricane prop d'El Adem/Gazala. Marseille reclamà quatre i el tinent Hans Remmer un. Es tractava de P-40 del 450è Esquadró de la RAAF; cap Hurricane es veié involucrat i els aliats només donaren per perduts quatre aparells, no obstant altres avions sud-africans van patir greus danys i van haver de fer aterratges d'emergència a la seva base. El sergent de vol Bill Halliday (AL127) i el sergent de vol Roy Stone (RAF) del AK952 van morir en combat. L'oficial pilot Osborne (AL106) s'estavellà al aterrar i acabà sent llicenciat de l'exèrcit. |
| 88 – 91                 | 15 de juny de 1942      | 18:01 18:02 18:04 18:06                                                                               | A Marseille se li confirmaren quatre victòries en cinc minuts, inclòs un P-40 prop d'El Adem. La unitat aliada que patí les victòries segueix sense ser identificada. El I./JG 27 confirmà sis victòries en combat contra 12 P-40. Una dada que confirma la veracitat de l'afirmat pels alemanys és "l'Informe d'intel·ligència” del 204è Grup de la RAF que reportà la pèrdua de quatre avions aquell dia. |
| 92 – 95                 | 16 de juny de 1942      | 18:02 18:10 18:11 18:13                                                                               | Quatre victòries confirmades, tots ells avions de caça. El 5è Esquadró de la SAAF en va perdre dos: el tinent R. C. Denham va morir, i el pilot de la Força Aèria Sud-africana amb més victòries obtingudes durant la II Guerra Mundial, major John Frost, va ser donat com a desaparegut en combat. |
| 96 – 101                | 17 de juny de 1942      | 12:02 12:04 12:05 12:08 12:09                                                                         | A Marseille li confirmaron sis victòries en set minuts sobre Gambut (convertint-se l'onzè pilot en arribar a la xifra de 100 victòries). Va combatre contra avions Kittyhawk MK I dels Esquadrons 112 i 250 de la RAF, i contra 12 Hurricane Mk IIC del 73è de la RAF. Les dues primeres victòries les va obtenir a l'abatre a dos Hurricane Mk IIC (BN121 i BN157) del 73è Esquadró. Els pilots, l'oficial pilot Stone i el sergent de vol Goodwin, saltaren en paracaigudes i resultaren il·lesos. Les seves dues següents victòries van ser els Hurricane Mk IIC (BN277 i BN456) del mateix esquadró. Ambdós pilots, el líder de l'esquadró Derek Harland Ward i l'oficial pilot Woolley van morir en el combat. Sobre la seva 100a victòria, Marseille va dir que va ser un Hurricane, però sembla que l'avió era un Kittyhawk I, AK586, pilotat pel sergent de vol Roy Drew (RAAF) del 112è Esquadró. Drew se separà de la formació i no tornà. La darrera victòria del dia va ser contra el Spitfire Mk IV de reconeixement BP916, pilotat per l'oficial pilot Squires. |
| 96 – 101                | 17 de juny de 1942      | 12:12                                                                                                 | A Marseille li confirmaron sis victòries en set minuts sobre Gambut (convertint-se l'onzè pilot en arribar a la xifra de 100 victòries). Va combatre contra avions Kittyhawk MK I dels Esquadrons 112 i 250 de la RAF, i contra 12 Hurricane Mk IIC del 73è de la RAF. Les dues primeres victòries les va obtenir a l'abatre a dos Hurricane Mk IIC (BN121 i BN157) del 73è Esquadró. Els pilots, l'oficial pilot Stone i el sergent de vol Goodwin, saltaren en paracaigudes i resultaren il·lesos. Les seves dues següents victòries van ser els Hurricane Mk IIC (BN277 i BN456) del mateix esquadró. Ambdós pilots, el líder de l'esquadró Derek Harland Ward i l'oficial pilot Woolley van morir en el combat. Sobre la seva 100a victòria, Marseille va dir que va ser un Hurricane, però sembla que l'avió era un Kittyhawk I, AK586, pilotat pel sergent de vol Roy Drew (RAAF) del 112è Esquadró. Drew se separà de la formació i no tornà. La darrera victòria del dia va ser contra el Spitfire Mk IV de reconeixement BP916, pilotat per l'oficial pilot Squires. |
| 102 – 104               | 31 d'agost de 1942      | 10:03 10:04                                                                                           | Dos Hurricane al matí, al sud sud-est d'El Alamein i un Spitfire l'est de Alam Halfa a les 6:25 PM. Segons sembla, un dels adversaris de Marseille va ser l'oficial pilot L. E. Barnes. Aquest saltà del seu Hurricane IIC (BP451), quedant greument ferit i morint a un hospital de campanya el 12 de setembre de 1942. |
| 102 – 104               | 31 d'agost de 1942      | 18:25                                                                                                 | Dos Hurricane al matí, al sud sud-est d'El Alamein i un Spitfire l'est de Alam Halfa a les 6:25 PM. Segons sembla, un dels adversaris de Marseille va ser l'oficial pilot L. E. Barnes. Aquest saltà del seu Hurricane IIC (BP451), quedant greument ferit i morint a un hospital de campanya el 12 de setembre de 1942. |
| 105 – 121               | 1 de setembre de 1942   | 08:26 08:28 08:35 08:39 10:55 10:56 10:58 10:59 11:01 11:02 11:03 11:05 17:47 17:48 17:49 17:50 17:53 | A Marseille se li acreditaren 17 victòries en 3 sortides diferents sobre El Taqua, Alam Halfa i Deir el Raghat. Els seus adversaris a la primera missió del matí van ser Hurricane MK II del 1r Esquadró de la SAAF i del 238è Esquadró de la RAF, així com Spitfire Mk V del 92è Esquadró de la RAF. Un sud-africà, el tinent Bailey, resultà ferit en un aterratge forçós, mentre que el major P. R. C. Metelerkamp aconseguí volar de tornada a la seva base amb l'avió molt malmès. L'oficial pilot I. W. (Ian) Matthews de l'esquadró 238 resultà mort. L'oficial pilot Bradley-Smith (92è Esquadró) saltà en paracaigudes del seu aparell en flames, (Spitfire VC BR474), sortint-ne il·lès. Entre els adversaris de Marseille durant el combat del migdia, van estar els Tomahawk Mk IIB del 5è esquadró de la SAAF i els Kittyhawk Mk I del 2n esquadró de la SAAF, on havien estat destinats diversos pilots del 57è Grup de caça de la USAAF.[i] El tinent Stearns resultà ferit al fer un aterratge d'emergència amb el seu P-40. El tinent Morrison (Kittyhawk I, ET575) va desaparèixer en combat, el tinent W. L. O. Moon saltà del seu Kittyhawk I, EV366 i resultà il·lès. El tinent G. B. Jack també desaparegué durant el combat. En el combat de la tarda, els contrincants de Marseille van ser els Hurricane del 213è esquadró de la RAF, Marseille reclamà 5 victòries. La victòria confirmada número 117 va ser un Hurricane Mk IIB, BN273. El pilot, sergent A. Garrod, saltà del seu avió resultant il·lès. |
| 122 – 124               | 2 de setembre de 1942   | 09:16 09:18 09:24 15:18 15:21                                                                         | Durant el matí va abatre dos P-40 i un Spitfire al sud d'Imayid i a la tarda dos P-40 al sud-est d'El Alamein. Els enemics de Marseille al combat del matí van ser els Kittyhawk Mk I del 2n Esquadró de la SAAF, en el qual hi havia pilots del 57è Grup de caces, i Hurricane Mk II del 33è Esquadró de la RAF. Un de les victòries de Marseille va ser el de l'avió del tinent Mac M. McMarrell (USAAF) que resultà ferit al combat i hagué de fer un aterratge forçós. Sembla segur que una de les victòries de Marseille, identificada erròniament, era el Hurricane de l'oficial pilot G. R. Dibbs, que va ser donat per desaparegut. El grup d'avions contra els que Marseille combaté a la tarda, estava format per Tomahawk Mk IIB del 5è esquadró de la SAAF. Marseille també va abatre al tinent E. H. O. Carman (Tomahawk IIB AM390) i al tinent J. Lindbergh (Tomahawk Mk IIB, AM349) donats com a desapareguts en combat. |
| 127 – 132               | 3 de setembre de 1942   | 07:20 07:23 07:28 15:08 15:10 15:42                                                                   | Marseille reclamà haver abatut, a primeres hores del matí, a dos Spitfire i un P-40 prop d'El Hammam, i a dos P-40 prop d'El Imayid durant la tarda. Va abatre un P-40 més al sud sud-est d'El Alamein ja al vespre. Els adversaris de Marseille al primer combat del matí van ser 24 Hurricane Mk II dels esquadrons 127 i 274 de la RAF, 15 Kittyhawk Mk I de l'esquadró 260 de la RAF i dels esquadrons 2 i 4 de la SAAF, i vuit Spitfire Mk V de l'esquadró N. 145 de la RAF. Diversos pilots nord-americans del Grup de Caça 57 anaven pilotant algun dels avions mencionats. El pilot del primer avió destruït per Marseille saltà en paracaigudes i hi ha dades que indiquen que era el sergent M. Powers del 145 esquadró (Spitfire VB AB349), (resultant ferit a l'enfrontament). Els dos P-40 estaven pilotats per W/O Stan Bernier de l'esquadró 260 i (mort) i pel tinent Ryneke del 2n Esquadró de la SAAF. |
| 133 – 136               | 5 de setembre de 1942   | 10:48                                                                                                 | A Marseille li van ser confirmades quatre victòries prop de Ruweisat i d'El Taqua. A Marseille se li havia espatllat un canó. El tinent de vol Canham i l'oficial pilot Bicksler, del 145è Esquadró de la RAF, van ser abatuts, saltant a temps en paracaigudes dels seus Spitfire V. És gairebé segur que un d'ells va ser la primera victòria de Marseille. Els Kittyhawk Mk I del 112è Esquadró de la RAF i del 450è Esquadró de la RAAF també es veieren involucrats al combat. |
| 133 – 136               | 5 de setembre de 1942   | 10:49 10:51 11:00                                                                                     | A Marseille li van ser confirmades quatre victòries prop de Ruweisat i d'El Taqua. A Marseille se li havia espatllat un canó. El tinent de vol Canham i l'oficial pilot Bicksler, del 145è Esquadró de la RAF, van ser abatuts, saltant a temps en paracaigudes dels seus Spitfire V. És gairebé segur que un d'ells va ser la primera victòria de Marseille. Els Kittyhawk Mk I del 112è Esquadró de la RAF i del 450è Esquadró de la RAAF també es veieren involucrats al combat. |
| 137 – 140               | 6 de setembre de 1942   | 17:03 17:14 17:16 17:20                                                                               | Tres P-40 i un Spitfire al sud d'El Alamein. Entre els adversaris de Marseille hi havia vuit Kittyhawk Mk I del 260è Esquadró de la RAF, Tomahawk Mk IIB del 5è Esquadró de la SAAF, pilotats per membres del Grups de Caça 5è i 64è nord-americà. L'esquadró 260 va perdre un Kittyhawk i un segon caça va resultar danyat. El 5è Esquadró de la SAAF informà haver perdut quatre avions i un quart Tomahawk resultà tan malmès que no va poder reparar-se. El 7è Esquadró de la SAAF va perdre cinc Hurricane. Se desconeix si els nord-americans van reportar alguna pèrdua. El I./JG 27 reclamà cinc victòries en combat contra avions P-40; el II./JG 27 informà haver participat en un combat amb 23 P-40, reclamant una victòria. El III./JG 53 reclamà haver abatut un P-40 en un combat contra 12 P-40 i sis Spitfire. La 137a victòria de Marseille va ser l'oficial pilot Dick Dunbar, a qui es donà per desaparegut després d'aquesta acció. |
| 141 – 142               | 7 de setembre de 1942   | 17:43                                                                                                 | Dos P-40 al sud-est d'El Alamein i al sud-oest d'El Hammam. Els contrincants de Marseille van ser els Kittyhawk Mk I dels esquadrons 4 i 5 de la SAAF. Els sud-africans van perdre dos Tomahawk i un Kittyhawk. Dos Tomahawk més i un Kittyhawk van ser danyats en combat. El I./JG 27 reclamà quatre victòries en aquest combat. |
| 141 – 142               | 7 de setembre de 1942   | 17:45                                                                                                 | Dos P-40 al sud-est d'El Alamein i al sud-oest d'El Hammam. Els contrincants de Marseille van ser els Kittyhawk Mk I dels esquadrons 4 i 5 de la SAAF. Els sud-africans van perdre dos Tomahawk i un Kittyhawk. Dos Tomahawk més i un Kittyhawk van ser danyats en combat. El I./JG 27 reclamà quatre victòries en aquest combat. |
| 143 – 144               | 11 de setembre de 1942  | 07:40 07:42                                                                                           | Dos P-40 al sud-est d'El Alamein i a l'oest-sud-oest d'Imayid. Els avions als que Marseille se enfrontà eren principalment Hurricane II dels esquadrons 33 i 213 de la RAF. El 213 informà haver perdut el Hurricane IIC BP381. El sergent de vol S.R. Fry va ser abatut. El I./JG 27 informà haver participat en un combat amb 20 caça bombarders, una dada que apunta més als Hurricane que als Spitfire V dels esquadrons 145 i 601 de la RAF, aquests van combatre a l'hora amb avions Ju 87 i Bf 109. |
| 145 – 151               | 15 de setembre de 1942  | 16:51 16:53 16:54 16:57 16:59 17:01 17:02                                                             | A Marseille li van ser confirmades set victòries en combat contra P-40, fent-ho en 11 minuts. El JG 27 reportà haver participat en un combat amb 36 Kittyhawk, els 18 Bf 109 del I./JG 27 reclamaren 10 victòries en aquest encontre, tots sobre territori controlat pels alemanys. Un grup de 15 Bf 109 del II./JG 27 reclamà una victòria i un altre grup de 10 Bf 109 del III./JG 27 reclamà haver abatut vuit P-40 i un Spitfire, quatre d'ells sobre territori alemany. No obstant això, els documents dels esquadrons aliats involucrats en aquestes accions: esquadrons 3 i 450 de la RAAF i 112 i 250 de la RAF (amés d'un ala del 239), mostren que el total de les seves pèrdues degudes a l'acció de l'enemic aquell dia va ser només de cinc P-40. Un dels pilots dels P-40 abatuts va ser el sergent Peter Ewing (del 450), que saltà del seu avió i va ser capturat, sent hoste del I./JG 27 durant un dia. El sergent Gordon Scribner (Kiityhawk EV322 CV-I del 3r) va morir en aquell combat. Informes de pèrdues addicionals inclouen: Jack Donald (3r), el Kittyhawk EV345 del qual va perdre el seu aleró incendiant-se l'aparell, va poder saltar i va aterrar sobre una tenda menjador dels italians, sent fet presoner; sergent Cedric Young del 112 i pertanyent a la RNZAF que va ser abatut per foc antiaeri; els pilots Thorpe (del 250) i Strong (del 450), van ser ambdós fets també presoners de guerra. El sergent Ken Bee (del 3) va ser ferit en acció, però va poder pilotar amb l'avió malmès fins a la seva base, igual que l'oficial pilot Keith Kildey, amb greus danys produïts por trets de canó. |
| 152 – 158               | 26 de setembre de 1942  | 09:10 09:13 09:15 09:16                                                                               | Set victòries prop d'El Daba i al sud d'El Hammam, tres d'elles eren Spitfire. Els adversaris de Marseille a la missió del matí van ser Hurricane Mk II dels esquadrons 33 i 213 de la RAF, a més de vuit Spitfires Mk V del 92è Esquadró de la RAF. Sembla segur que la primera victòria de Marseille va ser identificada erròniament, corresponia al Hurricane IIC, BN186, pilotat per l'oficial pilot Luxton, l'avió del qual s'estavellà contra el terra. La darrera victòria de Marseille va ser l'oficial pilot Turvey, que saltà del seu Spitfire VC, BR494. Els adversaris de Marseille al combat de la tarda incloïen a 11 Spitfire dels esquadrons 145 i 601 de la RAF. |
| 152 – 158               | 26 de setembre de 1942  | 15:56                                                                                                 | Set victòries prop d'El Daba i al sud d'El Hammam, tres d'elles eren Spitfire. Els adversaris de Marseille a la missió del matí van ser Hurricane Mk II dels esquadrons 33 i 213 de la RAF, a més de vuit Spitfires Mk V del 92è Esquadró de la RAF. Sembla segur que la primera victòria de Marseille va ser identificada erròniament, corresponia al Hurricane IIC, BN186, pilotat per l'oficial pilot Luxton, l'avió del qual s'estavellà contra el terra. La darrera victòria de Marseille va ser l'oficial pilot Turvey, que saltà del seu Spitfire VC, BR494. Els adversaris de Marseille al combat de la tarda incloïen a 11 Spitfire dels esquadrons 145 i 601 de la RAF. |
| 152 – 158               | 26 de setembre de 1942  | 15.59 16:10                                                                                           | Set victòries prop d'El Daba i al sud d'El Hammam, tres d'elles eren Spitfire. Els adversaris de Marseille a la missió del matí van ser Hurricane Mk II dels esquadrons 33 i 213 de la RAF, a més de vuit Spitfires Mk V del 92è Esquadró de la RAF. Sembla segur que la primera victòria de Marseille va ser identificada erròniament, corresponia al Hurricane IIC, BN186, pilotat per l'oficial pilot Luxton, l'avió del qual s'estavellà contra el terra. La darrera victòria de Marseille va ser l'oficial pilot Turvey, que saltà del seu Spitfire VC, BR494. Els adversaris de Marseille al combat de la tarda incloïen a 11 Spitfire dels esquadrons 145 i 601 de la RAF. |